# Mutissala

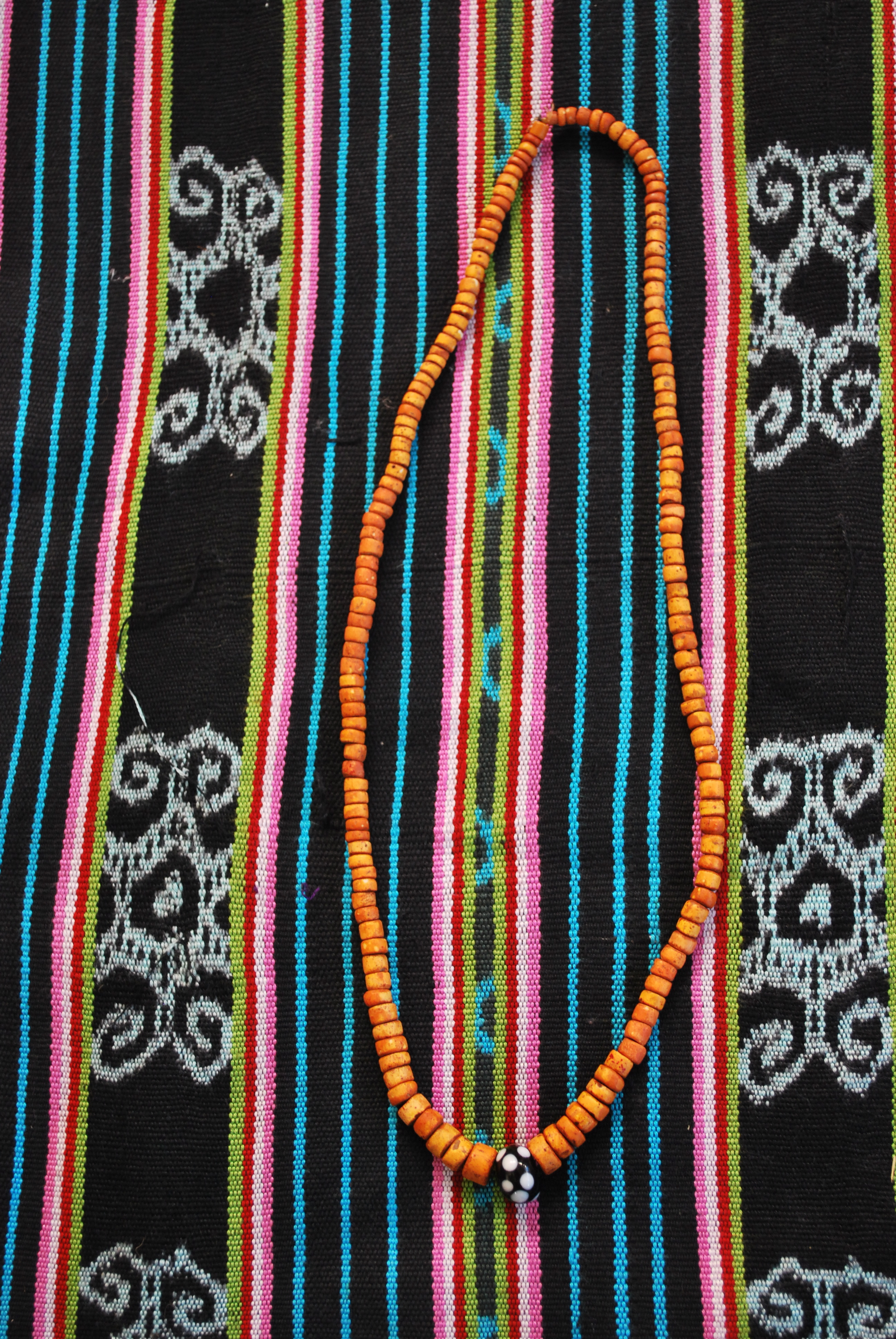
Mutissala aus Viqueque (Osttimor)

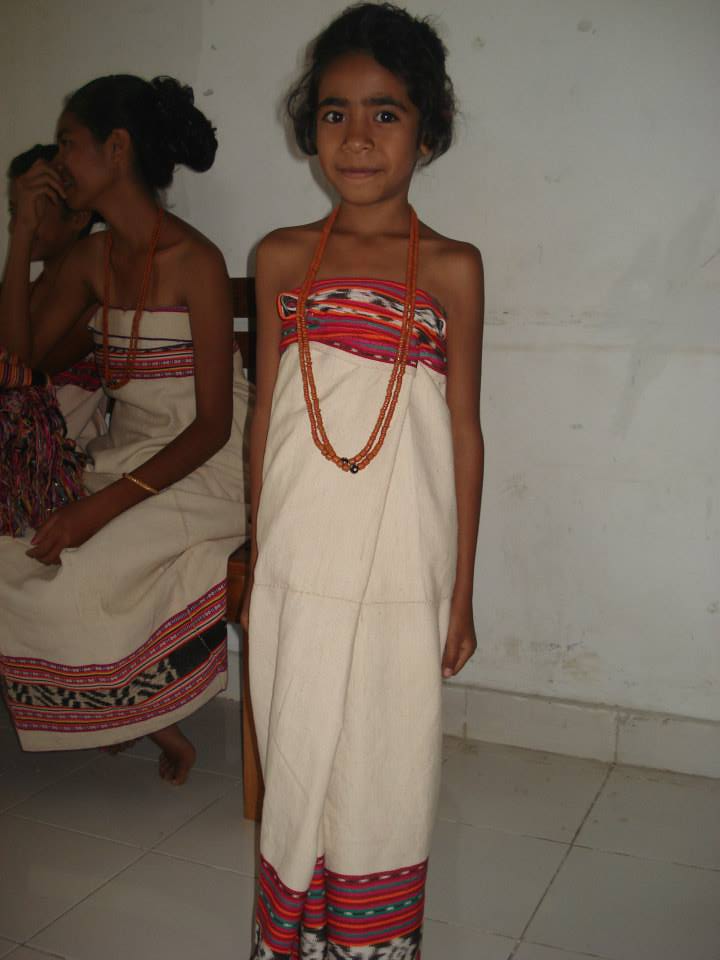
Mädchen aus Same (Osttimor) mit einer Mutissala

Eine Mutissala (auch Muti Salak, Muti Salah oder Anahida, auf Makasae Gaba) ist eine traditionelle Halskette, die im Osten der Kleinen Sundainseln auf den Inseln Timor, Roti, Sawu und Sumba verwendet werden. Auch auf anderen Inseln im Osten Indonesiens sind sie bekannt. Sie bestehen aus orange bis dunkelroten Steinen der Edelkoralle, die Mortel genannt werden, und teilweise den Gegenwert mehrerer Rinder haben.
1674 wurde die gesamte Besatzung eines gestrandeten niederländischen Schiffes im Reich Dimu, auf der Insel Sawu massakriert. Daraufhin wurde im folgenden Jahr von der Basis der Niederländischen Ostindien-Kompanie (VOC) in Kupang (Timor) aus eine Strafexpedition gegen Dimu ausgeschickt. Allerdings konnte die Festung von Hurati nicht eingenommen werden, so dass man sich auf einen Waffenstillstand und eine Entschädigungszahlung einigte. Neben 240 Sklaven und Gold gehörten zur Entschädigungszahlung auch Mutissalas.
Wahrscheinlich schon früher wurden die Halsketten als Handelsware von indischen, malaiischen und chinesischen Händlern verwendet, die sie auf den Inseln zusammen mit Glasperlen, weißem Leinentuch, Messer, Macheten, Schalen und Tellern gegen Sandelholz und Bienenwachs eintauschten. Davor wurden von den Einheimischen Samenkörner auf Schnüre gezogen und als Schmuck verwendet.
Mutissalas dienen als traditionelles Prestigeobjekt, mit dem man seinen Status, wirtschaftliche Leistungsfähigkeit und Reichtum zur Schau stellen kann. So sind sie Teil des Familienvermögens. Als sogenannte Inuh-Ketten gelten sie bei den Atoin Meto als von den Ahnen hochgeachtetes Erbe und wechseln nur im Tausch zwischen verschwägerten Familien den Besitzer. Noch heute dienen sie als Brautpreis (Barlake). Meist werden sie von Frauen, aber auch von Männern zur traditionellen Tracht zu Festlichkeiten getragen. Aber auch im Alltag tragen zum Beispiel junge Leute sie in Kupang. Inzwischen sind auch viele Fälschungen aus Bali im Umlauf, die teils für einen Spottpreis verkauft werden. Oft können nur Fachleute echte Mutissalas von falschen unterscheiden, die zwar keinen hohen Material-, dafür aber einen historischen und kulturellen Wert haben.